# Lamothe (Landas)
 Lamothe  (en occitano La Mòta) es una población y comuna francesa, situada en la región de Aquitania, departamento de Landas, en el distrito de Dax y cantón de Tartas-Est.

## Demografía
| 307 | 274 | 288 | 299 | 367 | 316 |
| Para los censos de 1962 a 1999 la población legal corresponde a la población sin duplicidades (Fuente: INSEE [Consultar]) |     |     |     |     |     |